# Irene González López
Irene González López   (Esplugues de Llobregat, 23 de juliol de 1996) és una waterpolista catalana que juga com a atacant al Club Natació Sabadell de la Divisió d'Honor femenina i en la selecció espanyola.
Va començar a jugar al waterpolo en el CN Sant Feliu per després passar al CN Rubí, fins que va donar el salt a la lliga universitària dels Estats Units on va brillar a la Universitat de Hawái on va esdevenir la màxima golejadora de l'equip en la lliga universitària nord-americana i millor jugadora de la Conferència Oest (‘Big West Player’) en les temporades 2017-18 i 2018-19. L'any 2019 va fitxar pel CN Mataró i en la temporada següent pel CN Sabadell. El 2020 va ser anomenada MVP de la Supercopa d'Espanya.
Va debutar com a internacional absoluta l'any 2016 guanyant la medalla de plata en la Superfinal de la Lliga Mundial disputada en Shanghái. Va guanyar la medalla d'or en l'Europeu de Budapest 2020 i la de plata en el Mundial de Gwangju 2019.

## Palmarès
Clubs
- 2 Lligues espanyoles de waterpolo femenina: 2019-20,[9] 2020-21.[10]
- 1 Copa espanyola de waterpolo femenina: 2021[11]
- 1 Supercopa espanyola de waterpolo femenina: 2019-20,[12] 2020-21,[10] 2021-22

Selecció espanyola absoluta
- 1 medalla d'argent als Jocs Olímpics de Tòquio 2020
- 1 medalla d'argent a la Lliga Mundial de waterpolo FINA 2016
- 1 medalla d'argent al Campionat Mundial de Gwangju 2019
- 1 medalla d'or al Campionat Europeu de Budapest: 2020

Selecció espanyola júnior
- Medalla de plata en el Campionat Mundial Júnior celebrat en Volos (2013)
- Medalla de plata en el Campionat Mundial Júnior celebrat en Volos (2015)